# شوگر گروو (ویرجینیای غربی)
شوگر گروو (به انگلیسی: Sugar Grove) یک اجتماع کوچک در شهرستان پندلتن، در ایالت ویرجینیای غربی در ایالات متحده آمریکا با زیپ‌کد ۲۶۸۱۵ است. شوگر گروو در منطقه ملی بدون موج رادیویی ایالات متحده آمریکا قرار دارد.
این اجتماع، نام خود را از یک باغ نیشکر در محل شهر اصلی می‌گیرد. خانه باورز در سال ۱۹۸۵ (میلادی) در فهرست ثبت ملی اماکن تاریخی ثبت شد.
ایستگاه شوگر گروو در آن نزدیکی را آژانس امنیت ملی، اداره می‌کند.
در سال ۲۰۱۷ (میلادی) سازمان دولتی مدیریت خدمات عمومی، پایگاه فرماندهی اطلاعات عملیات نیروی دریایی در شوگر گروو را به مزایده گذاشت. این پایگاه را یک گروه سرمایه‌گذاری مستقر در آلاباما برای تبدیل آن به یک مرکز درمانی برای نیروهای وظیفه فعال، جانبازان، و خانواده‌های آنها خرید.